# Theodore Roberts
Theodore Roberts (ur. 8 października 1861 w San Francisco, zm. 14 grudnia 1928 w Hollywood) – amerykański aktor.
8 lutego 1960 otrzymał własną gwiazdę w Alei Gwiazd w Los Angeles znajdującą się przy 6166 Hollywood Boulevard. 

## Życiorys
Urodził się w San Francisco w Kalifornii. Jego wybór kariery rozczarował matkę, która chciała, aby został ministrem, i ojca, kapitana statku handlowego, który chciał, aby nauczył się zawodu.
W 1880 zadebiutował na scenie w Baldwin Theatre w San Francisco. Występował na Broadwayu w spektaklach: We’Uns of Tennessee (1899) jako Lige Monroe, Arizona (1900) w roli Henry’ego Canby’ego, Chata wuja Toma Harriet Beecher Stowe (1901), Rosmersholm Henrika Ibsena (1904) w roli doktora Krolla, Anna Karenina Lwa Tołstoja (1905) jako hrabia Aleksiej Kriłłowicz Wroński, Wiele hałasu o nic Williama Shakespeare’a (1904), Mąż Indianki (1911) i Hamlet (1912).
Roberts został nazwany przez współpracowników „wielkim księciem Hollywood”. W 1914 rozpoczął swoją długą współpracę z Cecilem B. DeMillem, występując w roli Galena Alberta w niemym dramacie przygodowym Zew Północy (The Call of the North). Zagrał w 23 niemych filmach B. DeMill’a. Wcielił się w rolę Mojżesza w biblijnym dramacie Dziesięcioro przykazań (1923). W ekranizacji powieści Frances Hodgson Burnett Mała księżniczka (1917) w reż. Marshalla Neilana zagrał postać Cassima. W komediodramacie Williama C. de Mille’a Panna Molly Bryant (1921) został obsadzony w roli Dwighta Deacona.
Zmarł 14 grudnia 1928 w wieku 67 lat z powodu ostrego uszkodzenia nerek.

## Filmografia
- 1917: Mała księżniczka
- 1923: Dziesięcioro przykazań